# 大學撥款委員會 (印度)
28°37′45″N 77°14′23″E / 28.62917°N 77.23972°E
大學撥款委員會（University Grants Commission，縮寫：UGC）是印度政府法定的管控、維護大學教育標準的組織，1956年11月正式成立。它負責印度各個大學、學院的教育認可， 總部位於新德里，此外還有六個地區分部。

## 外部連結
- UGC official web site